# El Cócono
El Cócono är en ort i Mexiko.   Den ligger i kommunen Guanaceví och delstaten Durango, i den centrala delen av landet, 1 000 km nordväst om huvudstaden Mexico City. El Cócono ligger 2 760 meter över havet och antalet invånare är 253.
Terrängen runt El Cócono är lite kuperad.  Trakten runt El Cócono är nära nog obefolkad, med mindre än två invånare per kvadratkilometer. El Cócono är det största samhället i trakten. I omgivningarna runt El Cócono växer huvudsakligen savannskog.